# Halterofília als Jocs Olímpics d'Estiu del 2000
Als Jocs Olímpics d'Estiu del 2000 celebrats a la ciutat de Sydney (Austràlia) es disputaren 14 proves d'halterofília, vuit en categoria masculina i set en categoria femenina. Aquesta fou la primera vegada en la història dels Jocs Olímpics que aquest esport s'obrí a la modalitat femenina.
Participeren un total de 246 halters, entre ells 161 homes i 85 dones, de 76 comitès nacionals diferents.

## Resum de medalles

### Categoria masculina
| Prova    | Or                 | Argent            | Bronze            |
| – 56 kg  | Halil Mutlu        | Wu Wenxiong       | Zhang Xiangxiang  |
| – 62 kg  | Nikolai Peixalov   | Leonidas Sambanis | Henadzi Aliasxuk  |
| – 69 kg  | Glbin Boevski      | Gueorgui Màrkov   | Siarhei Laurènau  |
| – 77 kg  | Zhan Xugang        | Víktor Mitru      | Arsèn Melikian    |
| – 85 kg  | Pirros Dimas       | Marc Huster       | Giorgui Assanidze |
| – 94 kg  | Kakhi Kakhiaixvili | Szymon Kołecki    | Aleksei Petrov    |
| – 105 kg | Hossein Tavakoli   | Alan Tsagàiev     | Said Saif Asaad   |
| + 105 kg | Hossein Rezazadeh  | Ronny Weller      | Andrei Txemerkin  |

### Categoria femenina
| Prova   | Or                   | Argent                | Bronze             |
| – 48 kg | Tara Nott            | Raema Rumbewas        | Sri Indriyani      |
| - 53 kg | Yang Xia             | Li Feng-Ying          | Winarni Slamet     |
| - 58 kg | Soraya Jiménez       | Ri Song Hui           | Khassaraporn Suta  |
| - 63 kg | Chen Xiaomin         | Valentina Popova      | Ioanna Khatzioannu |
| - 69 kg | Lin Weining          | Erzsebet Peresztegine | Karnam Malleswari  |
| - 75 kg | María Isabel Urrutia | Ruth Ogbeifo          | Yi-Hang Kuo        |
| + 75 kg | Ding Meiyuan         | Agata Wrobel          | Cheryl Haworth     |

## Medaller
| Posició | País            | Or | Argent | Bronze | Total |
| 1       | R.P. de la Xina | 5  | 1      | 1      | 7     |
| 2       | Grècia          | 2  | 2      | 1      | 5     |
| 3       | Iran            | 2  | 0      | 0      | 2     |
| 4       | Bulgària        | 1  | 2      | 0      | 3     |
| 5       | Estats Units    | 1  | 0      | 1      | 2     |
| 6       | Colòmbia        | 1  | 0      | 0      | 1     |
| 6       | Croàcia         | 1  | 0      | 0      | 1     |
| 6       | Mèxic           | 1  | 0      | 0      | 1     |
| 6       | Turquia         | 1  | 0      | 0      | 1     |
| 10      | Alemanya        | 0  | 2      | 0      | 2     |
| 10      | Polònia         | 0  | 2      | 0      | 2     |
| 12      | Indonèsia       | 0  | 1      | 2      | 3     |
| 12      | Rússia          | 0  | 1      | 2      | 3     |
| 14      | Xina-Taipei     | 0  | 1      | 1      | 2     |
| 15      | Corea del Nord  | 0  | 1      | 0      | 1     |
| 15      | Hongria         | 0  | 1      | 0      | 1     |
| 15      | Nigèria         | 0  | 1      | 0      | 1     |
| 18      | Belarús         | 0  | 0      | 2      | 2     |
| 19      | Armènia         | 0  | 0      | 1      | 1     |
| 19      | Geòrgia         | 0  | 0      | 1      | 1     |
| 19      | Índia           | 0  | 0      | 1      | 1     |
| 19      | Qatar           | 0  | 0      | 1      | 1     |
| 19      | Tailàndia       | 0  | 0      | 1      | 1     |